# Стоян Михалев (революционер)
Вижте пояснителната страница за други личности с името Стоян Михалев.
Стоян Стоянов Михалев е български революционер, Лозенградски селски войвода на Вътрешната македоно-одринска революционна организация.

## Биография
Стоян Михалев е роден през 1874 година в Кула, тогава в Османската империя. Завършва прогимназия в Лозенград през 1899 година и учителства в родното си село. По нареждане на Лазар Маджаров там образува революционен комитет на ВМОРО през пролетта на 1901 година. От 1902 година е председател на селския революционен комитет, а през 1903 година е войвода на смъртна дружина. Участва на конгреса на Петрова нива и през Илинденско-Преображенското въстание е четник при Янко Стоянов.